# Towle Valley
Das Towle Valley ein eisfreies Tal im ostantarktischen Viktorialand. Das vormals vom Kopfende des Towle-Gletschers besetzte Tal liegt in der Convoy Range westlich dieses Gletschers.
Ein neuseeländisches Erkundungsteam der Commonwealth Trans-Antarctic Expedition (1955–1958) kartierte und benannte es. Namensgeber ist die USNS Private John R. Towle, die im November 1956 einen Großteil der neuseeländischen Ausrüstung und Versorgungsgüter in das Zielgebiet der Forschungsreise transportiert hatte.